# Nghệ thuật vị nghệ thuật
Nghệ thuật vị nghệ thuật là một khẩu hiệu biểu đạt một triết lý rằng ‘giá trị nội tại của nghệ thuật’, cùng với ‘nghệ thuật "chân chính" duy nhất’, đều mang tính xa rời với bất kỳ chức năng giáo huấn, đạo đức, chính trị hay công lợi nào. Những tác phẩm có chủ trương như vậy đôi khi được mô tả là "tự thân mục đích" hay "autotelic" – một khái niệm đã được mở rộng để bao hàm những con người mang tính "hướng nội" hoặc có "động cơ thôi thúc từ tự thân".

## Lịch sử
"L'art pour l'art" ("nghệ thuật vị nghệ thuật") được ghi công do Théophile Gautier (1811-1872) đặt ra, ông là người đầu tiên đã tiếp dụng cụm từ đấy làm thành khẩu hiệu trong phần tựa ngôn cho cuốn sách Mademoiselle de Maupin năm 1835 của mình. Tuy nhiên Gautier không phải là người đầu tiên viết những từ đó: chúng xuất hiện trong các tác phẩm của Victor Cousin, Benjamin Constant và Edgar Allan Poe. Ví dụ, Poe có lập luận trong bài tiểu luận "Nguyên lý thơ ca" (1850) rằng: 
 Chúng tôi đã quan niệm trong tâm khảm rằng viết một bài thơ thì chỉ đơn giản là vì bài thơ đấy mà thôi... và thừa nhận ý đồ của chúng tôi là vậy rồi, thì tức là tự chúng tôi thú nhận niềm khao khát triệt để đến tính tôn nghiêm và sức mạnh của thơ ca chân chính:– mà thực tế đơn giản rằng vậy tức là chỉ cần chúng tôi cho phép bản thân nhìn vào tâm hồn của chính mình thì chúng tôi sẽ ngay lập tức ở đó, khám phá rằng bên dưới mặt trời chẳng có hoặc chẳng thể tồn tại bất kỳ tác phẩm nào mà được tôn nghiêm thấu đáo, cao quý tột bậc, hơn chính bài thơ này, tự thân bài thơ này, ‘bài thơ mà là một bài thơ và chẳng gì hơn’ này, ‘bài thơ mà được viết chỉ vì bài thơ đấy’ này. 
 "Nghệ thuật vị nghệ thuật" là một "tín điều bohemian chủ nghĩa" trong thế kỷ thứ 19, một khẩu hiệu được giương lên để phản kháng lại những người – từ John Ruskin đến những người cộng sản mãi sau này có ủng hộ trào lưu hiện thực xã hội chủ nghĩa – mà có suy nghĩ cho rằng giá trị của nghệ thuật là để phục vụ một số mục đích đạo đức hoặc giáo huấn. Đó là một sự bác bỏ mục tiêu của chủ nghĩa Mác về việc chính trị hóa nghệ thuật. "Nghệ thuật vị nghệ thuật" đã khẳng định rằng 'nghệ thuật đáng giá như nghệ thuật', rằng 'những hoạt động theo đuổi nghệ thuật là sự biện minh cho chính chúng' và rằng 'nghệ thuật không cần sự biện minh về đạo đức' – và quả thực, 'nghệ thuật được phép mang tính lật đổ, chống phá, hoặc trung lập về đạo đức'.
Trên thực tế, James McNeill Whistler đã viết như bên dưới, trong đó ông đã chối bỏ vai trò thường lệ của nghệ thuật trong việc phục vụ nhà nước hoặc quốc giáo, chúng đã một thời gắn bó với thực tiễn của vai trò đấy kể từ Phong trào Phản Cải cách của thế kỷ thứ 19: "Nghệ thuật nên được độc lập với mọi lời nịnh nọt – nó nên đứng một mình [...] và khơi gợi giác quan nghệ thuật của mắt hoặc tai, mà không gây lẫn lộn điều này với những cảm xúc hoàn toàn xa lạ với nó, như sự tận tâm, thương hại, tình yêu, lòng ái quốc và những thứ tương tự."
Sự gạt bỏ sống sượng như vậy cũng đã thể hiện việc xa cách của nghệ sĩ khỏi chủ nghĩa cảm thương. Tất cả những gì còn lại của chủ nghĩa lãng mạn trong phát biểu này là sự nương tựa vào con mắt và cảm tính của chính nghệ sĩ, dựa vào chúng như kẻ trọng tài.
Khẩu hiệu dứt khoát đấy gắn liền với lịch sử nghệ thuật và thư từ Anh ngữ cùng với Walter Pater và những 'người ủng hộ ông' trong Trào lưu Duy mỹ–trào lưu đã tự giác nằm trong cuộc nổi loạn chống lại chủ nghĩa đạo đức thời Victoria. Nó đã xuất hiện lần đầu tiên bằng tiếng Anh trong hai tác phẩm được xuất bản đồng thời vào năm 1868: Phê bình của Pater về thơ của William Morris trong Tạp chí Westminster Review và William Blake: A Critical Essay của Algernon Charles Swinburne. Một hình thức có sửa đổi của bài phê bình của Pater đã xuất hiện trong Studies in the History of the Renaissance (Các nghiên cứu về Lịch sử của Thời phục hưng, 1873) của ông, đây là một trong những văn bản có ảnh hưởng nhất của Trào lưu Duy mỹ.
Arnold Bennett đã đưa ra một nhận xét bông đùa về vấn đề đấy: "Tôi sẽ ngồi yên để rồi nhìn những đồng bạn khác mỗi người đút túi 2 guinea cho mấy câu chuyện mà tự thân tôi có thể làm tốt hơn sao? Với tôi thì không. Nếu ai mà tưởng rằng mục tiêu duy nhất của tôi là nghệ thuật vị nghệ thuật, thì họ bị lường gạt một cách tàn độc rồi".
Ở Đức, nhà thơ Stefan George là một trong những nghệ sĩ đầu tiên dịch cụm từ đấy sang Tiếng Đức ("Kunst für die Kunst") và tiếp dụng nó cho chương trình văn chương của chính mình mà ông đã trình bày trong tập đầu tiên của tạp chí văn chương Blätter für die Kunst (1892) của ông. Ông đã lấy cảm hứng chủ yếu từ Charles Baudelaire và 'những người Pháp tượng trưng chủ nghĩa' mà ông đã gặp ở Paris, nơi ông làm bạn với Albert Saint-Paul và được kết thân với giới những người quanh Stéphane Mallarmé.

## Chỉ trích
Friedrich Nietzsche đã tuyên bố rằng không hề có "nghệ thuật vị nghệ thuật", ông lập luận rằng nghệ sĩ vẫn chỉ biểu đạt mình thông qua tác phẩm mà thôi: 
 Khi mục đích của việc thuyết giảng đạo đức và của việc rèn luyện con người đã bị loại trừ khỏi nghệ thuật rồi, nó vẫn không bằng cách nào mà dẫn đến chuyện nghệ thuật là vô mục đích, vô mục tiêu, vô nghĩa hẳn được — tóm lại, nghệ thuật vị nghệ thuật: một con sâu gặm chính cái đuôi của mình. "Thà không mục đích gì cả còn hơn là mục đích đạo đức!" — đó là cuộc nói chuyện của đam mê thôi. Ở mặt khác, một nhà tâm lý học hỏi rằng: tất cả nghệ thuật làm cái gì? nó không ca ngợi gì sao? không tôn vinh gì sao? không lựa chọn gì sao? không ưa gì sao? Bằng tất cả điều này nó làm mạnh lên hoặc làm yếu đi các giá trị nhất định. Đây chỉ là một cái "hơn nữa" thôi sao? một tai nạn thôi sao? một cái gì đó mà trong đó bản năng của nghệ sĩ không có phần sao? Hay đó không phải chính là 'giả sử trước' về năng lực của nghệ sĩ sao? Chẳng phải bản năng cơ bản của anh ta nhắm vào nghệ thuật, hay đúng hơn là vào ý nghĩa của nghệ thuật, vào cuộc sống đó sao? vào niềm mong muốn của nhân sinh đó sao? Nghệ thuật là tác nhân kích thích tuyệt vời cho cuộc sống: làm thế nào người ta có thể hiểu nó thành vô mục đích, thành vô mục tiêu, thành nghệ thuật vị nghệ thuật được? 

### Những người Marxist
Các nhà Marxist lập luận rằng nghệ thuật nên được chính trị hóa nhằm mục đích truyền tải thông điệp xã hội chủ nghĩa.
George Sand – một nhà văn xã hội chủ nghĩa – đã viết vào năm 1872 rằng Nghệ thuật vị nghệ thuật là một cụm từ sáo rỗng, một câu vu vơ. Bà quả quyết rằng các nghệ sĩ có "bổn phận phải tìm ra biểu đạt thỏa đáng để truyền tải nó đến nhiều người nhất có thể", đảm bảo rằng các tác phẩm của họ được người ta dễ dàng tiếp cận mà thưởng thức.
Cố tổng thống nước Senegal và cũng là người đứng đầu Đảng Xã hội Sénégal Leopold Senghor và nhà văn Phi châu học chống thực dân – Chinua Achebe – đã chỉ trích khẩu hiệu này là một quan điểm mang tính hạn chế và dĩ Âu vi trung về nghệ thuật và sáng tạo. Trong "Mỹ học của Phi Châu Đen", Senghor lập luận rằng "nghệ thuật mang tính chức năng" và rằng "ở châu Phi đen, 'nghệ thuật vị nghệ thuật' không tồn tại." Achebe tỏ ra gay gắt hơn trong bộ các bài tiểu luận và phê phán của mình mang tên Morning Yet on Creation Day, tại đó ông quả quyết rằng "nghệ thuật vị nghệ thuật chỉ là 'một cục cứt chó được khử mùi' nào đó khác thôi" (sic).
Walter Benjamin, một trong những nhà phát triển của Thông diễn học Marxist, thảo luận về khẩu hiệu đấy trong bài tiểu luận có sức ảnh hưởng năm 1936 của ông "Tác phẩm Nghệ thuật trong Thời đại Phục tạo bằng Máy móc". Đầu tiên, ông đề cập nó liên quan đến phản ứng trong địa hạt nghệ thuật truyền thống lên những cách tân trong sự phục tạo, cá biệt là nhiếp ảnh. Ông thậm chí còn gọi khẩu hiệu "Nghệ thuật vị nghệ thuật" là một phần của "thần học nghệ thuật" trong việc loại bỏ các khía cạnh xã hội sang một bên. Trong phần bạt ngôn của bài tiểu luận, Benjamin thảo luận về mối liên hệ giữa chủ nghĩa phát xít và nghệ thuật. Ví dụ chính của ông là về chủ nghĩa vị lai và suy nghĩ của người cố vấn Filippo Tommaso Marinetti cho nó. Một trong những khẩu hiệu của những 'người vị lai chủ nghĩa' là "Fiat ars - pereat mundus" ("Hãy để nghệ thuật được sáng tạo, cho dù thế giới bị diệt vong"). Bằng một cách khích bác, Benjamin kết luận rằng chừng nào chủ nghĩa phát xít mong đợi chiến tranh "mang đến sự hài lòng về nghệ thuật cho cái giác quan tri giác đã bị công nghệ thay đổi", thì đấy là "sự hoàn thành" – sự hiện thực hóa – của "Nghệ thuật vị nghệ thuật."
Diego Rivera, người mà sinh thời là thành viên của Đảng Cộng sản Mexico và cũng là "người ủng hộ sự nghiệp cách mạng", tuyên bố rằng lý thuyết "nghệ thuật vị nghệ thuật" sẽ ngày càng phân hóa người giàu với người nghèo. Rivera tiếp tục nói rằng bởi một trong những đặc điểm của cái gọi là "nghệ thuật thuần túy" là nó chỉ có thể được một vài người ưu tú thưởng thức được thôi, nên trào lưu nghệ thuật sẽ tước bỏ nghệ thuật ra khỏi giá trị công cụ xã hội của nó và cuối cùng khiến nghệ thuật trở thành một mặt hàng kiểu tiền tệ mà sẽ chỉ sẵn có cho giới nhà giàu mà thôi.
Cố lãnh đạo cộng sản Trung Quốc Mao Trạch Đông đã nói: "Trên thực tế không hề tồn tại thứ gì là nghệ thuật vị nghệ thuật, nghệ thuật đứng trên giai cấp, nghệ thuật tách rời hoặc độc lập tương hỗ với chính trị cả. Văn học và nghệ thuật của giai cấp vô sản là một bộ phận của cả thảy sự nghiệp cách mạng giai cấp vô sản; như Lenin đã nói, là bánh răng và đinh ốc trong cả thảy cỗ máy cách mạng."